# Spiritual
Der Spiritual bekleidet ein Amt in römisch-katholischen oder evangelischen Einrichtungen. Spirituale sind vor allem zur geistlichen Begleitung in Ordensgemeinschaften und Priesterseminaren tätig. In der römisch-katholischen Kirche ist ein Spiritual immer Priester. 

## Ordensgemeinschaften
In Ordensgemeinschaften findet man Spirituale vor allem in Gemeinschaften von Nonnen. Oft kommen die Sprituale in solchen Fällen aus den jeweils entsprechenden Männerorden, damit die ordenseigene Spiritualität besser gewahrt und vermittelt werden kann; so werden beispielsweise Benediktinerinnen meist von benediktinischen Ordenspriestern betreut. Die Tätigkeit des Spirituals in einem Konvent bezieht sich dabei nur auf die geistliche Begleitung der Schwestern und die Feier der Liturgie als Hausgeistlicher. Ordensmitglieder, auch solche, die in päpstlicher Klausur leben, haben jedoch zu jeder Zeit das Recht, auf Wunsch bei einem anderen Priester als dem Spiritual zu beichten.

## Priesterseminare
Im Gegensatz zum Leiter des Priesterseminars (Regens oder Superior genannt) darf der Spiritual den Seminaristen das Bußsakrament spenden. Für jedes Seminar muss wenigstens ein Spiritual beauftragt werden. Er hat in dem Seminar keine Leitungsfunktion inne und darf an die Seminarleitung oder an Außenstehende keine persönlichen Details oder privaten Äußerungen von und über Seminaristen weitergeben, auch wenn sie außerhalb der Beichte gefallen sind, da in Priesterseminaren grundsätzlich eine strikte Trennung zwischen Forum internum und Forum externum herrscht. So wird der Spiritual auch grundsätzlich nicht in die Entscheidung über die Zulassung oder Nichtzulassung eines Kandidaten zum Weihesakrament einbezogen.